# Tecido cartilaginoso
O tecido cartilaginoso, ou simplesmente cartilagem, é uma forma de tecido conjuntivo mais rígido que possui uma cicatrização lenta por ser avascular. É branco ou acinzentado, aderente às superfícies articulares dos ossos. Também é encontrado em outros locais como na orelha, na ponta do nariz. É formado por condrócitos (células maduras) e condroblastos (células jovens), revestido pelo pericôndrio (a cartilagem fibrosa não possui pericôndrio). O tecido serve para revestir superfícies articulares (as quais não têm pericôndrio e dependem do líquido sinovial para nutrição) visando reduzir o atrito com os ossos, proteger, dar forma e sustentação a algumas partes do corpo, mas com menor rigidez que os ossos. No tecido cartilaginoso não existem vasos sanguíneos, nervos e vasos linfáticos.
A partir de sua principal constituição nos peixes cartilaginosos, este grupo recebe a denominação de Chondrichthyes (condros = cartilagem).
Cartilagem de crescimento, ou disco epífisial, é uma cartilagem presente na epífise dos ossos longos jovens, modulando seu crescimento.
A cartilagem no geral não possui vasos sanguíneos ou nervos, com exceção do pericôndrio (peri = ao redor; condros = cartilagem), a túnica de tecido conjuntivo denso não-modelado que reveste a superfície da cartilagem.

## Tecido conjuntivo anexo
Por não apresentar vasos sanguíneos, o tecido cartilaginoso precisa de um Tecido Conjuntivo Anexal para receber por meio de difusão tudo o que precisa. No caso é o "pericôndrio", tecido conjuntivo que envolve a cartilagem, que auxilia na obtenção de nutrientes trazidos pelo sangue a penetrar na matriz até chegar nas células.

## Composição
O tecido conjuntivo cartilaginoso é composto por células, fibras proteicas, substância extracelular e condrina (substância mucopolissacarídea com consistência de borracha).

### Células
Os condrócitos são células mais velhas e usadas, circulares ovaladas que já secretaram matriz extracelular e que por isso ficaram envolvidas por matriz extracelular, têm pouco retículo endoplasmático e complexo de golgi, e já são células que trabalham mais lentamente, daí a pouca presença de organelas e proteínas, além de não receberem vasos e nervos o que dificulta ainda mais a velocidade do metabolismo celular interno e externo. Condroblastos são células jovens e que ainda não foram envolvidas pela matriz extra celular, apresentam complexo de Golgi e retículo endoplasmático rugoso bastante desenvolvidos, tendo assim um importante papel na secreção de colágeno tipo II. São as células comummente encontradas na cartilagem.

### Fibras proteicas
Colágeno em grande quantidade e poucas fibras elásticas. Na cartilagem hialina, colágeno tipo II corresponde a 40% de seu peso seco

### Matriz
O principal constituinte da matriz extracelular são os proteoglicanos que são glicoconjugados compostos por um esqueleto proteico e um glicosaminoglicano. O tipos mais comum de proteoglicano é o agrecam e os glicosaminoglicanos presentes são: condroitim sulfato e queratam sulfato.

## Locais onde se encontram os tipos de cartilagem

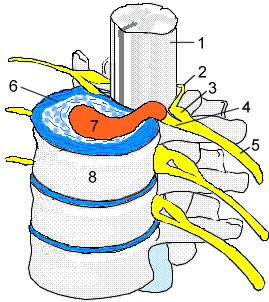
Figura: 1- Médula espinhal, 2- raiz dorsal, 3- gânglio da raiz dorsal, 4- raiz ventral, 5- nervo espinhal, 6 e 7- disco invertebrado, 6- Anulus fibrosus, 7- Nucleus pulposus, 8- Corpus vertebrae

- Cartilagem hialina: Possui pericôndrio e moderada quantidade de fibras colágenas. Forma o primeiro esqueleto do embrião, que, servindo como molde, é posteriormente substituído por osso. Mesmo assim, alguns locais dos ossos ainda mantêm esse tipo de cartilagem: é o caso dos discos epifisários de ossos longos em crescimento. A cartilagem hialina é a mais abundante do corpo humano. É encontrada em partes do nariz e da laringe, nos anéis traqueais e brônquios, nas extremidades ventrais das costelas e nas superfícies articulares.
- Cartilagem elástica: Possui pericôndrio, pequena quantidade de colágeno e grande quantidade de fibras elásticas, as quais, além de garantirem maior flexibilidade, conferem aparência amarelada à cartilagem quando examinada em tecido fresco. É encontrada no pavilhão auditivo, no conduto auditivo externo, na epiglote, na tuba auditiva e na cartilagem cuneiforme da laringe.
- Cartilagem fibrosa: Apresenta abundante quantidade de fibras colágenas e não tem pericôndrio. Ela é encontrada nos discos intervertebrais (em azul, número 6 e 7, na figura ao lado), meniscos, em locais onde tendões e ligamentos se inserem nos ossos[3] e na sínfise púbica. Suporta altas pressões.